# Codes postaux danois
Les codes postaux au Danemark ont 4 chiffres, le 1er correspond au bureau postal, le 2e, au district d’acheminement, et les 2 derniers, à la zone d’acheminement. Ce système à quatre chiffres a été mis en œuvre le 20 septembre 1967 au Danemark ainsi qu'aux Îles Féroé et au Groenland. Pour faciliter son appropriation par la population, trois courts métrages d'environ 1 minute ont été produits par les services postaux danois.

## Liste

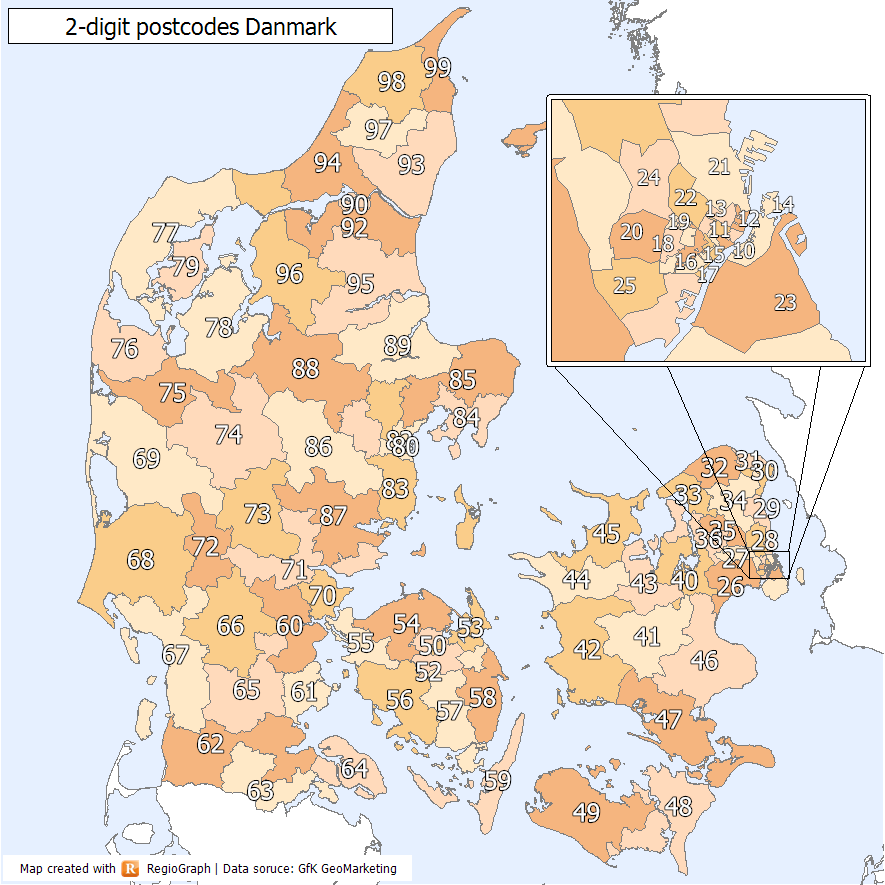
zones de codes postaux, décrites par les deux premiers chiffres du système de codes postaux danois (sans Bornholm)

Localisation géographique approximative du premier chiffre ou des deux premiers chiffres :
- 1xxx - Copenhague , Frederiksberg
- 2xxx - Frederiksberg, Copenhague (Région)
- 30xx - 36xx - Seeland du nord
- 37xx - Bornholm
- 38xx - à l'origine Îles Féroé , plus utilisé - n'appartient pas à la zone UE
- 39xx - Groenland - n'appartient pas à la zone UE
- 4xxx - Reste du Seeland et îles environnantes
- 5xxx - Fionie et îles environnantes
- 6xxx - sud - ouest du Jutland (y compris le Nord-Schleswig)
- 7xxx - Jutland central et nord-ouest
- 8xxx - Jutland oriental
- 9xxx - Jutland du Nord